# 尼尔代尔日
尼尔代尔日，是匈牙利索博尔奇-索特马尔-贝拉格州所辖的一个村。总面积17.01平方公里，总人口598，人口密度35.2人/平方公里（2011年1月1日）。